# Júnior Marreca
Antônio da Cruz Filgueira Júnior, conhecido no meio político como Júnior Marreca (Salgueiro, 2 de março de 1970) é um advogado e político brasileiro, filiado ao Partido Renovação Democrática (PRD). Foi prefeito de Itapecuru Mirim entre 2005 e 2013.

## Carreira política
Começou a carreira política ao ser eleito prefeito de Itapecuru Mirim em 2004 pelo PL, sendo reeleito em 2008 pelo PR.
Nas eleições de 2012, tentou eleger Miguel Lauand como seu sucessor na cidade de Itapecuru Mirim. No entanto, o candidato do DEM obteve 9.327 votos, enquanto Magno Amorim (PPS) obteve 9.741 votos, a primeira derrota do grupo político de Júnior Marreca.
Foi eleito deputado federal pelo PEN em 2014 com um total de 50.962 votos.
Em 17 de abril de 2016, votou contra o processo de impeachment de Dilma Rousseff.
Em 13 de setembro de 2016, Marreca favoreceu o deputado Eduardo Cunha ao abster seu voto na sessão que cassou o mandato do deputado do PMDB.
Em abril de 2017 votou a favor da Reforma Trabalhista. Em agosto de 2017 votou contra o processo em que se pedia abertura de investigação do então Presidente Michel Temer, ajudando a arquivar a denúncia do Ministério Público Federal.
Nomeado secretário de Indústria e Comércio (SEINC) do Maranhão em março de 2023.
É pai do deputado federal Júnior Marreca Filho e do prefeito de Itapecuru-Mirim, Fillipe Marreca. É primo do ex-deputado estadual e prefeito de Santa Luzia, Juscelino Marreca.